# Georganne Moline
Georganne Rochelle Moline (Phoenix, 6 de marzo de 1991) es una deportista estadounidense que compite en atletismo.
Ganó una medalla de oro en el Campeonato Mundial de Atletismo en Pista Cubierta de 2018, en la prueba de 4 × 400 m. Participó en los Juegos Olímpicos de Londres 2012, ocupando el quinto lugar en la prueba de 400 m vallas.

## Palmarés internacional
| Campeonato Mundial en Pista Cubierta | Campeonato Mundial en Pista Cubierta | Campeonato Mundial en Pista Cubierta | Campeonato Mundial en Pista Cubierta |
| Año                                  | Lugar                                | Medalla                              | Prueba                               |
| ------------------------------------ | ------------------------------------ | ------------------------------------ | ------------------------------------ |
| 2018                                 | Birmingham (Reino Unido)             | Medalla de oro                       | 4 × 400 m                            |